# Ferencváros TC (hockey sur glace)
Le Ferencvárosi Torna Club, est un club de hockey sur glace hongrois issu du club omnisports du Ferencvárosi TC. Il évolue dans le Championnat de Hongrie de hockey sur glace, l'OB I. ainsi que dans la MOL Liga.
Dans les années 1950, le club portait le nom de Budapesti Kinizsi. Durant plusieurs décennies, l'équipe représentait le très haut niveau en Hongrie et dominait le championnat national qu'elle a d'ailleurs remporté 25 fois. Elle a également participé à plusieurs compétitions internationales comme la Ligue de Pannonie, la Ligue des Carpates ou encore la MOL Liga.

## Palmarès
- OB I. Bajnokság (27)
  - 1951, 1955, 1956, 1961, 1962, 1964, 1967, 1971, 1972, 1973, 1974, 1975, 1976, 1977, 1978, 1979, 1980, 1984, 1989, 1991, 1992, 1993, 1994, 1995, 1997, 2019, 2020

Vice-champion de Hongrie
- - 1946, 1947, 1948, 1949, 1953, 1959, 1966, 1968, 1970, 1982, 1983, 1985, 1986, 1987, 1988, 1990, 1996 et 2000
- Coupe de Hongrie de hockey sur glace (13)
  - 1968, 1969, 1973, 1974, 1975, 1976, 1977, 1979, 1980, 1983, 1990, 1991, 1992, 1995, 2020
- Ligue de Pannonie
  - 2003

Finaliste de la Ligue de Pannonie
- - 2004
- Ligue des Carpates

Troisième de la Ligue des Carpates
- - 1998
- Erste Liga (2)
  - 2019, 2020

## Équipe
| No    | Nom                | Nat. | Position  | Arrivée |
| ----- | ------------------ | ---- | --------- | ------- |
| +015, | Krisztián Budai    |      | Gardien   |         |
| +032, | Michal Meravy      |      | Gardien   |         |
| +038, | Attila Szőke       |      | Gardien   |         |
| +003, | Tamás Lencsés      |      | Défenseur |         |
| +014, | Gergely Géczi      |      | Défenseur |         |
| +024, | Zsolt Wéber        |      | Défenseur |         |
| +029, | Andreas Lindquist  |      | Défenseur |         |
| +061, | István Mestyán     |      | Défenseur |         |
| +007, | Dávid Horváth      |      | Attaquant |         |
| +012, | László Nagy        |      | Attaquant |         |
| +017, | Norbert Fekecs     |      | Attaquant |         |
| +018, | Zoltán Pál         |      | Attaquant |         |
| +021, | Norbert Dancsfalvi |      | Attaquant |         |
| +025, | Gergely Borbás     |      | Attaquant |         |
| +026, | Antti Ojanen       |      | Attaquant |         |
| +045, | Gábor Kiss         |      | Attaquant |         |
| +051, | Ákos Berta         |      | Attaquant |         |
| +077, | Csanád Fodor       |      | Attaquant |         |
| +078, | Artyom Vaszjunyin  |      | Attaquant |         |
| +081, | Mikael Potila      |      | Attaquant |         |
| +089, | Dusan Sijka        |      | Attaquant |         |

## Anciennes équipes
OB I. Bajnokság 1950–1951 (Champion)
András Ádám, József Bán, Ember Duppai, Károly Futó, Béla Háray, Emil Kneusel, György Margó, Lajos Pozsonyi, László Rajkai, Sándor Rancz, Lóránt Siraki, I. János Szende, István Szőgyén.
Entraîneur : Béla Háray
OB I. Bajnokság 1954–1955 (Champion)
András Ádám, István Bárány, Dezső Gyarmati, János Haléczius, Kalivoda, Tihamér Kondorosi, Ferenc Lőrincz, János Palotás, Lajos Pozsonyi, Andor Prosbik, László Rajkai, Sándor Rancz, János Schneck, László Simon, Szandelszki, I. János Szende, Talián.
Entraîneur : Frigyes Helmeczi
OB I. Bajnokság 1960–1961 (Champion)
Lajos Pozsonyi, Péter Erdős, István Zádor, László Simon, György Grimm, György Kárász, János Schneck, István Kárász, Béla Schwalm, János Szende, János Beszteri-Balogh, János Klink, Ocsko, György Raffa, László Csánk, János Némon, Dezső Méry, Berényi, Beregrini, Olthó.
Entraîneur : László Rajkai
OB I. Bajnokság 1971–1972 (Champion)
János Bácskai, Péter Bikár, László Csánk, András Császár, Miklós Deák, Ferenc Enyedi, László Gogolák, Péter Havrán, György Kassai, Ádám Kereszty, Péter Kertész, Tamás Korpás, Antal Kovács, G. Kovács, János Krasznai, András Mészöly, Gyula Pintér, János Póth, Reimhoffer, János Póth, István Szikra, Béla Treplán, Tibor Vrbanics.
Entraîneur : László Jakabházy
OB I. Bajnokság 1983–1984 (Champion)
Attila Bálin, Imre Balogh, István Bóna, András Farkas, Gábor Farkas, László Gruits, János Hajzer, Tibor Hajzer, Péter Havrán, Gábor Hudák, Gyula Jécsi, Ádám Kereszty, Tamás Kirner, Zoltán Kovács, Attila Lacza, Pál Lévai, András Mészöly, Csaba Miletics, János Molnár, György Németh, László Rasztovszky, Péter Schilling, János Szikora, György Turi, János Zölei.
Entraîneur : György Orbán
OB I. Bajnokság 1991–1992 (Champion)
Arkady Andreïev, Imre Balogh, Károly Bán, Nándor Bognár, György Dragomir, Yegveniy Gusin, Gábor Hudák, Zsolt Juhás, István Kaltenecker, Tibor Kiss, Sergeï Lukichev, Zsolt Mayer, Gábor Mihály, Csaba Miletics, Dávid Molnár, György Orbán, Sergeï Oreshkin, Dénes Papp, Ernő Paraizs, László Pindák, György Póznik, József Simon, László Szajlai, Zoltán Szilassy, István Terjék, Tibor Tóth, Tibor Vörös.
Entraîneur : János Basa
Ligue des Carpates 1997–1998 (3e place)
Levente Szuper, Tibor Balla, Barna Czvikovszki, Levente Hajdú, Bence Svasznek, Artúr Bálint, Norbert Buzás, Tamás Dobos, György Dragomir, János Kaszala, Nándor Kocsis, Zoltán Kolbenheyer, Gergely Majoross, László Pindák, Szilárd Sándor, Attila Sofron, Árpád Sofron.
Entraîneur : Arkady Andreïev
MOL Liga 2008–2009 (7e place)
András Sájevics, Attila Szőke, Márton Bontovics, Dávid Dobai, Sándor Kling, Jan Kurej, László Nagy, Zsombor Pál, Sergei Parfirev, Dániel Rencz, László Székely-Mádai, György Bálint, Norbert Buzás, Bobby Davis, Nikolai Fedyashev, Norbert Fekecs, Zsombor Gergely, Attila Hoffmann, Csaba Jánosi, Gábor Kiss, Vyacheslav Kovshov, Erik Major, Zoltán Marosi, Ádám Molnár, Lajos Nyerges, Ákos Papp, Tamás Rosztocsil, Dmitri Safonov, Dániel Simon, Levente Szilágyi, Balázs Vígh.
Entraîneur : László Prindák

## Entraîneurs
| Années      | Entraîneur(s)                   |
| ----------- | ------------------------------- |
| 1950–1951   | Béla Háray (hu)                 |
| 1954–1956   | Frigyes Helmeczi                |
| 1959–1960   | György Markó                    |
| 1960–1965   | László Rajkai                   |
| 1965–1968   | Károly Miks                     |
| 1968–1969   | Lajos Pozsonyi                  |
| 1969–1971   | László Rajkai                   |
| 1971–1975   | László Jakabházy                |
| 1975–1979   | László Rajkai                   |
| 1979–1980   | László Jakabházy, László Rajkai |
| 1980–1981   | László Jakabházy                |
| 1981–1985   | György Orbán                    |
| 1985–1986   | Ferenc Enyedi, Tibor Hajzer     |
| 1986–1990   | György Orbán                    |
| 1990–1991   | Vladimir Repniev                |
| 1991–1993   | János Basa                      |
| 1993–1995   | Arkady Andreïev                 |
| 1995–1996   | András Farkas                   |
| 1996–1997   | Robert Gold                     |
| 1997–1998   | Arkady Andreïev                 |
| 1998–1999   | Milan Stas                      |
| 1999–2001   | András Farkas                   |
| 2001–2003   | Gábor Hudák                     |
| 2003–2005   | Sergeï Oreshkin                 |
| 2005        | András Bukta                    |
| 2006        | István Szabó                    |
| 2006–2007   | György Dragomir                 |
| 2007–2009   | László Pindák                   |
| 2009        | Rick Leach                      |
| 2009        | Gyula Jécsi, Sergeï Oveshkin    |
| 2009        | Jarmo Jarmalainen               |
| 2010        | Sergeï Oreshkin                 |
| 2010        | Håkan Nygren                    |
| 2010        | Gábor Prakab                    |
| 2010–2011   | Bálint Fekti                    |
| depuis 2011 | Tamás Dobos                     |

## Joueurs emblématiques
- István Csák (hu)
- László Jakabházy
- Tamás Dobos
- András Farkas
- Sándor Miklós (hu)
- Rob Niedermayer
- Jason Strudwick
- Sergeï Oreshkin